# Callopistria obscura
Callopistria obscura är en fjärilsart som beskrevs av Butler 1878. Callopistria obscura ingår i släktet Callopistria och familjen nattflyn. Inga underarter finns listade i Catalogue of Life.